# 硬脂酸正丁酯
硬脂酸正丁酯（英語：butyl stearate）是无色至淡黄色油状液体，稍有脂肪味。相对密度0.8554（20°C）。凝固点27.5°C。沸点343°C。闪点188°C（开杯）。不溶于水，溶于乙醇、易溶于丙酮、氯仿。由硬脂酸与丁醇酯化而得。用作硝酸纤维素、乙基纤维素的增塑剂。在聚氯乙烯塑料加工中可作润滑剂。